# Vadim Sjarlaimov
Vadim Sjarlaimov (kazakiska: Вадим Шарлаимов), född 9 december 1996, är en kazakisk fäktare som tävlar i värja.

## Karriär
Vid olympiska sommarspelen 2024 i Paris blev Sjarlaimov utslagen i sextondelsfinalen i värja av franske Yannick Borel. I lagtävlingen i värja slutade han på sjätte plats tillsammans med Ruslan Kurbanov, Jerlik Sertaj och Elmir Alimzjanov.